# 시버족

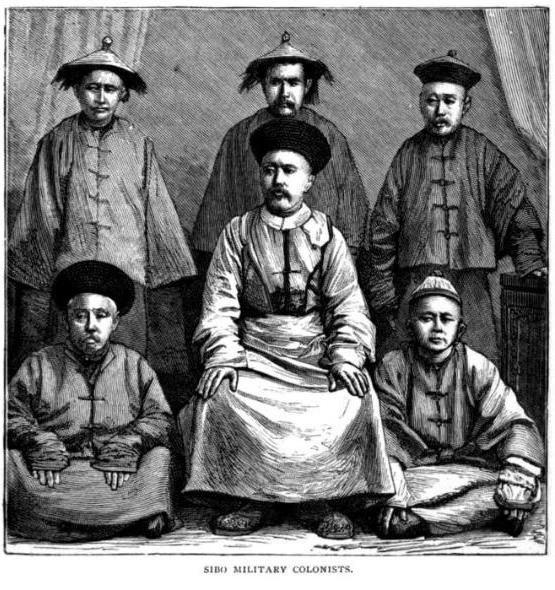

시버족(시버어: ᠰᡞᠪᡝ Sibe 중국어: 錫伯 Xībó 시보[*])은 여진족(만주족)의 일파로 현재 중국 신장 웨이우얼 자치구에 살고 있다. 2000년 집계에 따르면 중국에 188,824명(약 19만명)이 살고 있다.

## 역사
이들은 본래 만주에서 거주하던 민족이다. 여진족의 일파이며 여진족의 민족통일 이후 후금(後金)이 세워 지면서 시버족은 만주족에 끌려가게 되었고 후금이 청(淸)으로 발전하면서 18세기 중엽에 군인들로서 서북 지역으로 파견되었다. 당시 시버족이 서북 지역으로 파견되면서 2만호의 한족들을 노비로 끌고 갔고 끌려간 한족 노비들도 시버어를 사용하면서 현재는 시버족이 되었다. 청나라 시절 시버족은 만주족의 일파이나 만주족 통합에 거부한 만주족 일파 중 하나였기 때문에 시버족으로 불리게 되었다. 하지만 시버족 또한 여진어를 사용하고 여진의 풍습을 사용하는 여진족이라는 인식이 당연시 되어 있었다. 하지만 중화인민공화국은 문헌에 존재하는 고대 민족들을 현대 소수 민족과 일치시키려고 하고 있어 시버족과 선비족의 발음의 유사성을 근거로 시버족을 선비족의 후예라는 주장이 나타나며 해외에서도 종종 시버족은 선비족의 후예로 소개되기도 한다. 하지만 원나라, 청나라의 지배를 거치면서 한자 발음에 상당한 변화가 일어났기 때문에 발음의 유사성 하나만으로는 근거가 부족하며 시버족이 선비족의 후예일 가능성은 전혀 없다. 시버족 또한 선비족으로서 정체성을 가진 적이 없다. 또한 중화인민공화국 건국 이전 청나라 시절 시버족과 선비족의 연관성은 거론된 적이 없고 시버족과 선비족과 관련되었다는 문헌적 기록이 전무하며 공통된 언어나 전통이 없는 것으로 보아 시버족은 선비족의 후예가 아닌 만주족의 일종인 것을 알 수 있다.

## 언어
언어는 시버어를 사용하는데 만주어의 방언 수준이다. 현 사용인구는 약 3만여 명 정도로 신문, 방송 등 매체로도 활성화되어 있다.

## 참고 문헌
- 《절멸 위기의 알타이언어 현지 조사》, 한국알타이학회, 2006.

## 같이 보기
- 중국의 민족
- 시버어